# 움알쿠와인
움알쿠와인(아랍어: أم القيوين)은 아랍에미리트를 구성하는 7개의 토후국 가운데 하나인 움알쿠와인 토후국의 수도로 인구는 34,637명(2010년 기준)이다.